# Komuna e Bushtricës
Komuna e Bushtricës är en kommun i Albanien.   Den ligger i prefekturen Qarku i Kukësit, i den norra delen av landet, 80 km nordost om huvudstaden Tirana.
Trakten runt Komuna e Bushtricës består till största delen av jordbruksmark.  Runt Komuna e Bushtricës är det ganska tätbefolkat, med 67 invånare per kvadratkilometer.